# ハノーファー96の選手一覧
ハノーファー96の選手一覧は、ハノーファー96に所属した経験のある選手の一覧。

## 過去に在籍した選手・スタッフ

### 選手

#### GK
| - ティモ・オクス (1996 - 2003) - ロベルト・エンケ (2004 - 2009.11) | - ロン＝ロベルト・ツィーラー (2010 - 2016) | - ロベルト・アルマー (2014) |  |

#### DF
| - ラインハルト・シュトゥンプ (1997) - スティーブ・チェルンドロ (1999 - 2014) - ゲオルゲ・ポペスク (2002 - 2003) - ペア・メルテザッカー (2003 - 2006) | - フランク・ファーレンホルスト (2006 - 2009) - クリストファー・アンデション (2006 - 2007) - ヴァレリアン・イスマエル (2008 - 2009) | - カリム・ハグイ (2009 - 2013) - エマヌエル・ポガテッツ (2010 - 2012) - 酒井宏樹 (2012 - 2016) |

#### MF
| - セバスティアン・ケール (1997 - 2000) - アルティン・ララ (1998 - ) - ヤン・シマーク (2000 - 2002, 2003 - 2004) - ネボイシャ・クルプニコビッチ (2001 - 2005) | - トランクイロ・バルネッタ (2004 - 2005) - フスティ・サボルチ (2006 - 2009, 2012 - 2014) - レオン・アンドレアセン (2009 - ) - ヤツェク・クジノヴェク (2009 - 2010) | - ダマルカス・ビーズリー (2010 - 2011) - 清武弘嗣 (2014 - 2016) - 山口蛍 (2016) |

#### FW
| - セルゲイ・バルバレス (1991 - 1993) - ゲーラルド・アサモア (1994 - 1999) - イリ・シュタイネル (2002 - 2004, 2004 - 2006) | - ブレイズ・ヌクフォ (2002 - 2003) - トマス・ブルダリッチ (2003 - 2004, 2005 - 2008) - トーマス・クリスチャンセン (2003 - 2006) | - ヴァヒド・ハシェミアン (2005 - 2008) - マイク・ハンケ (2007 - 2010) - ミカエル・フォルセル (2008 - 2011) |